# 今井美穂 (自転車選手)
今井 美穂（いまい みほ、1987年5月29日 - ）は、群馬県富岡市出身の自転車競技(シクロクロス、マウンテンバイククロスカントリー)選手である。CO2bicycle所属。

## 経歴・人物
富岡市立西中学校、群馬県立富岡東高等学校、東京女子体育大学卒業。小学時代から陸上競技に取り組み、中学時代に高橋尚子に憧れてオリンピック選手を目指そうと長距離走を始める。走高跳でも優秀な成績を収めていたことから、高校時代、大学時代は七種競技に取り組んだ。
大学卒業後は小学校の教師となり、陸上競技から身を引いた。通勤用にロードバイクを購入後、買い足した自転車がたまたま、マウンテンバイク競技に出場できるシクロクロスタイプだったことからレースに参加し始める。2017年全日本選手権自転車競技大会シクロクロスを優勝。また、2018年から3年連続で全日本マウンテンバイク選手権大会クロスカントリーの優勝を果たした。
五輪初出場となった2020年東京オリンピック自転車女子マウンテンバイク（20.55キロ）では規定タイムを上回ってレース除外となり37位だった。
中学時代の同級生にバレーボール選手の石田瑞穂がいる。